# Comuna Lădești, Vâlcea
Lădești este o comună în județul Vâlcea, Oltenia, România, formată din satele Cermegești, Chiricești, Ciumagi, Dealu Corni, Găgeni, Lădești (reședința), Măldărești, Olteanca, Păsculești și Popești.

## Demografie
Componența etnică a comunei Lădești
     Români (95,27%)
     Alte etnii (4,73%)
Componența confesională a comunei Lădești
     Ortodocși (94,56%)
     Alte religii (0,19%)
     Necunoscută (5,25%)
Conform recensământului efectuat în 2021, populația comunei Lădești se ridică la 1.563 de locuitori, în scădere față de recensământul anterior din 2011, când fuseseră înregistrați 2.036 de locuitori. Majoritatea locuitorilor sunt români (95,27%). Din punct de vedere confesional, majoritatea locuitorilor sunt ortodocși (94,56%), iar pentru 5,25% nu se cunoaște apartenența confesională.

## Politică și administrație
Comuna Lădești este administrată de un primar și un consiliu local compus din 11 consilieri. Primarul, Nicolae Iordache[*], de la Partidul Social Democrat, este în funcție din octombrie 2020. Începând cu alegerile locale din 2024, consiliul local are următoarea componență pe partide politice:
|  | Partid                          | Consilieri | Componența Consiliului | Componența Consiliului | Componența Consiliului | Componența Consiliului | Componența Consiliului | Componența Consiliului |
|  | ------------------------------- | ---------- | ---------------------- | ---------------------- | ---------------------- | ---------------------- | ---------------------- | ---------------------- |
|  | Partidul Social Democrat        | 6          |                        |                        |                        |                        |                        |                        |
|  | Partidul Național Liberal       | 2          |                        |                        |                        |                        |                        |                        |
|  | Partidul PRO România            | 1          |                        |                        |                        |                        |                        |                        |
|  | Alianța pentru Unirea Românilor | 1          |                        |                        |                        |                        |                        |                        |
|  | Forța Dreptei                   | 1          |                        |                        |                        |                        |                        |                        |

## Personalități
- Justinian Marina (1901-1977), patriarhul României (1948-1977)
- Virgil Ierunca (1920 – 2006), critic literar, publicist, poet